# Колдвотер (Мичиген)
Колдвотер (енгл. Coldwater) град је у америчкој савезној држави Мичиген. По попису становништва из 2010. у њему је живело 10.945 становника.

## Демографија
Према попису становништва из 2010. у граду је живело 10.945 становника, што је -1.752 (-13.8%) становника више него 2000. године.
| Група             | 2000.          | 2010.         |
| Белци             | 10.514 (82,8%) | 9.791 (89,5%) |
| Афроамериканци    | 1.069 (8,4%)   | 62 (0,6%)     |
| Азијати           | 117 (0,9%)     | 88 (0,8%)     |
| Хиспаноамериканци | 574 (4,5%)     | 725 (6,6%)    |
| Укупно            | 12.697         | 10.945        |